# Pau Josep Bartulí Queralt
Pau Josep Bartulí Queralt (Reus, 1897 - Barcelona, 1951) va ser un pianista català.
De família humil i aficionat a la música des de petit, va estudiar amb el músic reusenc Ricard Guinart, que va veure les seves aptituds pel piano i el va fer especialitzar en aquest instrument. Es va presentar en públic el 1913, quan formava part d'un quartet, el Quartet Beethoven, del qual n'era la figura central. El mateix 1913 es va incorporar a l'orquestra de concerts que dirigia Ricard Guinart i que actuava amb freqüència al Teatre Fortuny. Cap al 1918 va anar a viure a Barcelona, i va actuar en diversos concerts selectes, principalment al Palau de la Música Catalana on va col·laborar moltes vegades amb el conegut violinista i compositor Joan Manén, que l'animà a col·laborar a la Revista Musical Catalana. Va morir a Barcelona amb 54 anys, després d'una llarga malaltia.